# Радово (Грчка)
Радово или Радево (грч. Χαροπό, Харото) је насељено место у општини Синтика у периферији Средишња Македонија, Грчка. Према попису из 2021. године било је 783 становника.
Према бугарском географу и историчару, Василу Канчову, у Радову је 1900. године живело 400 Словена хришћана. После 1923. године насељено је 28 грчких избегличких породица, укупно 93 особа. На попису из 1928. године Радово је имало 784 становника, од чега су апсолутна већина били Словени.